# يو إف سي على إي إس بي إن: كتار ضد تشيكادزه
يو إف سي على إي إس بي إن: كتار ضد تشيكادزه (بالإنجليزية: UFC on ESPN: Kattar vs. Chikadze)‏ (المعروف أيضًا باسم يو إف سي على إي إس بي إن 32 ويو إف سي فيغاس 46) هو حدث لفنون القتال المختلطة نظمته يو إف سي، وأُقيم في 15 يناير 2022، على يو إف سي أبيكس في إنتربرايز، نيفادا، وهي جزء من منطقة لاس فيغاس الحضرية، الولايات المتحدة.